# Ruch Chorzów
Ruch Chorzów este un club de fotbal din Chorzów, Polonia.Echipa susține meciurile de acasă pe Stadion Miejski (Chorzów)  cu o capacitate de 10.000 de locuri.

## Palmares
- Ekstraklasa
  - Câștigătoare (14 co-record): 1933, 1934, 1935, 1936, 1938, 1951, 1952, 1953, 1960, 1968, 1974, 1975, 1979, 1989
  - Locul doi (5): 1950, 1956, 1963, 1970, 1973
  - Locul trei (8): 1937, 1948, 1954, 1955, 1967, 1983, 2000, 2010
- Cupa Poloniei:
  - Câștigătoare (3): 1951, 1974, 1996
  - Locul doi (5): 1963, 1968, 1970, 1993, 2009
- Supercupa Poloniei:
  - Locul doi (2): 1989, 1996
- Liga Campionilor UEFA
  - Sferturi de finală (1): 1975
- Cupa UEFA
  - Sferturi de finală (1): 1974
- Cupa UEFA Intertoto
  - Finalistă (1): 1998